# Exitianus minor
Exitianus minor är en insektsart som beskrevs av Ahmed, M. och Qadeer. Exitianus minor ingår i släktet Exitianus och familjen dvärgstritar. Inga underarter finns listade i Catalogue of Life.